# Belleville (Illinois)
Belleville – miasto w Stanach Zjednoczonych, w stanie Illinois. Stolica hrabstwa St. Clair.

## Demografia
W roku 2000 miasto liczyło 41 410 mieszkańców. W roku 2023 liczba mieszkańców spadła do 40 726 osób, a gęstość zaludnienia poniżej 670 osób/km².

## Gospodarka
Rozwinięty przemysł wydobywczy (węgiel), piwowarski, hutniczy i odzieżowy.

## Miasta partnerskie
- Paderborn, Niemcy